# Kilange (Motu)
Kilange ist ein Motu im Nordosten des Arno-Atolls der pazifischen Inselrepublik Marshallinseln.

## Geographie
Kilange liegt am Südwestende der Arno East Lagoon und schließt diese Lagune nach Westen ab. Sie gehört zum traditionellen Gebiet Rearlab-Lab (Baranailïngïn - Malel). Die Insel schließt fast unmittelbar an die Insel Tinak im Nordosten an und trennt die Arno East Lagoon von der Arno Main Lagoon im Westen. Nach Südwesten erstreckt sich der Riffsaum weiter und es schließt sich fast unmittelbar die Insel Malel an.